# Mimela noramlyi
Mimela noramlyi är en skalbaggsart som beskrevs av Kauro Wada 2001. Mimela noramlyi ingår i släktet Mimela och familjen Rutelidae. Inga underarter finns listade i Catalogue of Life.